# Evarcha sichuanensis
Evarcha sichuanensis är en spindelart som beskrevs av Peng X., Xie L., Kim 1993. Evarcha sichuanensis ingår i släktet Evarcha och familjen hoppspindlar. Inga underarter finns listade i Catalogue of Life.